# El preu de la traïció
El preu de la traïció (títol original en francès, Le Prix de la trahison) és un telefilm francès de temàtica policíaca de 2021 dirigit per François Guérin. També es va programar amb el títol de Meurtres à Angoulême com a número especial de la col·lecció de telefilms francobelga Assassinats a.... S'ha doblat i subtitulat al català.
Constitueix l'última part d'una trilogia escrita per Laurent Mondy i amb la capitana Marie Jourdan interpretada per Mimie Mathy, després de Le Prix de la vérité (2017) i Le Prix de la loyauté (2019).
El rodatge té lloc del 23 de novembre al 18 de desembre de 2020 a Angulema i els seus voltants.